# クイズ ALL FOR ONE
『クイズ ALL FOR ONE』（クイズオールフォーワン）とは、一部TBS系列にて2009年7月30日にパイロット版が放送され、同年10月15日から2010年3月26日（25日深夜）まで放送されていたクイズ番組である。

## 概要
5人1組のチームが、ALL（4人）とONE（最終問題に挑む代表者1人）の二手に分かれ、お互いに助け合ってクイズのクリアを目指す。
レギュラー放送では、1つのチームの挑戦を2週に分けて放送されていたが、2010年2月以降は、同じチームの挑戦を数週空けて放送するようになったため、1週ごとにチームが変わるようになっていた。2009年10 - 12月放送分では、1週目はランキングクイズとドレミファソング、2週目は2文字イントロとパネル16を出題していたが、2010年1月放送分以降はテコ入れ策として、1種類のクイズを行い、その分トークの量が多くなっていた。

## 出演者

### 司会
- 今田耕司
- 加藤シルビア（TBSアナウンサー）
- 青木裕子（同上、レギュラー版以降）

## 基本ルール
5人1組のチーム（予め、ALL4人とONE1人に分かれている）が賞金獲得を目指してさまざまなクイズに挑む。
クイズは全て、前半「ALL」と後半「ONE」の二部構成で、「ONE」が正解すれば賞金獲得。ただし「ONE」が挑戦する問題の難易度は「ALL」の結果によって左右され、「ALL」の正解率が高ければ高いほど「ONE」の問題も易しくなるという仕組みである。また「ALL」も、最初に決めた順番で1人ずつ解答するルールがほとんどだが、原則他のメンバーと相談したり、答えを教え合ったり、クイズごとに解答順を変えたりしてはいけない。
パイロット版とのルールの違い
1ステージごとに、「ONE」の問題のヒントを見て、「ONE」に挑む代表者を相談で決めていた。
「ONE」クリアで即賞金獲得ではなく、4ステージ行った後、賞金を賭けた簡単なゲームに挑戦。5個のボックスを、クリアしたステージ数だけ開けて、中に目録が入っている当たりのボックスを開けたら賞金獲得。

## 主なクイズ

### トップ10を埋め尽くせ!ランキングクイズ
ALL
あるランキングの10位以内に入っている項目を予想する。
2つの項目が出され、どちらが10位以内に入っている項目かを選択。ちなみに不正解の選択肢は、11-20位のトップ10圏外に入っている項目である。
1人1問ずつ順番に出題され、合計で8問正解するか3問不正解するまで挑戦は続けられる。
2009年11月12日・11月26日放送分は、パイロット版「ランキングクイズ　解答数アシスト」と同様に、1項目ずつ「IN」（10位以内）か「OUT」（11位以下）に振り分けるルールで出題された。
ONE
上位10項目の内、「ALL」が正解した項目が該当する順位にはめられた上で、「ALL」が正解できなかった（誤答または出題されなかった）項目が順不同で並べられている。
「ONE」は順番に1項目ずつ、正しい順位に当てはめていく。これを繰り返して、トップ10全てを正しく当てはめる事ができれば、賞金獲得。
1回でも間違えたら、その時点でクイズ終了。

### みんなで歌え!クイズ!ドレミファソング
ALL
まず、答えるべき言葉のテーマ及び7文字の頭文字を発表。
「ドレミの歌」に合わせて順番に1人1文字ずつ、その頭文字とテーマに当てはまる言葉を答えていく。
- 例．「はいからむすめ」でテーマ「動物」→「は」はハトの「は」、「い」はイノシシの「い」、「か」はカラスの「か」、・・・

途中でつっかえたり頭文字やテーマに当てはまらない言葉を答えたりすることなく、最後の7文字目まで歌い切ればクリア。
3曲（3問）挑戦。
ONE
ルールは「ALL」と同じだが、1人で7文字分全て答えないといけない。さらに、一発（1問）勝負である。
その代わり、「ALL」がクリアした曲数と同じ文字数だけ、ランダムに模範解答がオープンする。模範解答がオープンした文字は、その解答通りに歌えばよい。
クリアできれば賞金獲得。

### ワンフレーズで解答!クイズ2文字イントロ
ALL
ある曲を歌詞の冒頭2文字分だけ再生。それを聴いて、曲の出だし1フレーズを歌う。メロディが正しければ正解。
順番に1人1問ずつ出題され、4人合わせて3問間違えるか規定の問題数（20問または25問）を消化した時点で挑戦終了。
ONE
指定された曲を1コーラス、カラオケで歌い切る。
ただし歌詞は所々虫食いになっており、「ALL」が正解した問題1問につき1カ所がランダムでオープンされるが、開かなかった部分の歌詞は自力で正しい語句を当てはめながら歌わないといけない。
歌詞を間違えることなく歌い切れば賞金獲得。

### クイズ!パネル16
ALL
縦:4枚×横:4枚の16枚のパネルにそれぞれ、あるテーマ（「き」と読む漢字が名前に入っている有名人、TBSの番組の司会者など）に沿った人名当て問題が書かれている。
順番に1人1枚ずつ、自信のあるパネルを選んで、漢字で正しく記述する。正解なら、そのパネルはオープンされる。
4人合わせて12枚正解するか、3回誤答した時点で挑戦終了。
ONE
パネルの裏に隠れている顔写真の人物の名前（人物名以外が問われる場合もある）を、漢字で正しく記述する。正解なら賞金獲得。
勿論、先程「ALL」が開けたパネルの部分しか顔写真を見ることができない。

### クイズ!客観イメージNo.1
ALL
事前に番組の公式HPで、今回挑戦する5人についてのイメージ調査を実施。
1人ずつ、自分がこの5人の中で最も当てはまると支持されていたテーマはどれか、4つのテーマの中から選ぶ。なおこのクイズでは、原則を破ってチーム内や司会者とのトークを参考にしても良い。
正解・不正解に関わらず、1人1問ずつ挑戦。
ONE
基本的なルールは、「ALL」と同じ。
選択肢となるテーマは6個に増やされている代わりに、「ALL」が正解した問題数と同じ数だけ、予め不正解のテーマを消去してくれる。
正解なら賞金獲得。

## パイロット版でのクイズ

### ランキングクイズ　解答数アシスト
ALL
あるランキングの上位20項目から、ランダムに1項目ずつ出題。その項目を、「IN」（10位以内）か「OUT」（11位以下）、正しい方に振り分けていく。
1人1問ずつ順番に出題され、合計で8問正解するか3問不正解するまで挑戦は続けられる。
ONE
基本的なルールは「ALL」と同じ。「ONE」には、「ALL」の正解できなかった（誤答または出題されなかった）項目が出題される。
一度も間違える事なく、ベスト10を完成（10項目目の「IN」を正解）できればクリア。

### 2文字イントロクイズ　歌詞アシスト
レギュラーでの「ワンフレーズで解答!クイズ2文字イントロ」と同じ。ただし1フレーズを唄えなくても、曲名を答えられれば正解とされた。

### 有名人名前クイズ　視界アシスト
レギュラーでの「クイズ!パネル16」と同じ。

### 逆再生クイズ　時間アシスト
ALL
蝋細工が溶ける様子や写真をバラバラに裁断して、掃除機で吸い込んだり燃やしたりした様子を逆再生して、元は何の蝋細工や写真かを当てる。正解するまで何回答えても良いが、パスは禁止。
制限時間1分間が経過するまで、順番に1人1問ずつ、矢継ぎ早に出題される。
ONE
三宅智子がある人物の顔写真が印刷されたケーキを食べ尽くしている映像が、先程「ALL」が正解した問題数×5秒間だけ逆再生される。
ONEはその映像を見て、ケーキに印刷された人物は誰かを当てる。正解ならクリア。

### お絵かきクイズ　連想アシスト
ALL
ALL4人に対して、「ONE」が答えるべきお題とそれから派生する8個のキーワードが提示される。
1分以内に、1人2個ずつキーワードを選んで、そのキーワードを絵に描いて伝える。ただし相談はできない為、他のメンバーと選んだキーワードが被ることもある。
ONE
「ALL」が描いた8枚の絵が示すキーワードから、お題は何かを当てる。正解ならクリア。

## スタッフ
- ナレーター：真地勇志
- 構成：村上卓史、かつ、石津聡、木野聡
- クイズ作家：森てつじ、布広太一、丸茶、江藤美明、栗子じょん、カナイシン
- TM：金澤健一
- TD：伊東修
- VE：佐藤公幸
- CAM：端坂嘉寛
- 音声：北村玲奈
- PA：宮坂修
- 照明：加藤由美子
- 編集：金有那
- MA：右田安昌
- 音効：福永真弓
- CG：前川陽介
- 技術協力：ProCam、TAMCO、エヌ・エス・ティー、FREEDOM OF ZACK、ティエルシー、東通
- 美術プロデューサー：アズマリツ
- 美術デザイナー：中村嘉邦
- 美術制作：宇賀田暁彦
- 操作：牧ヶ谷純二
- 大道具：森田正樹
- 電飾：西田和正
- メカシステム：庄子泰広
- 特効：永岡昇
- 化粧：アートメイクトキ
- TK：飯塚愛美
- 公開放送：松元裕二
- 編成：坂田栄治
- 番宣：河野裕之
- AP：岡本舞
- ディレクター：大橋豪
- チーフディレクター：松崎光洋
- プロデューサー：石岡茂雄
- 演出･プロデューサー：時松隆吉
- チーフプロデューサー：合田隆信
- 制作協力：D:COMPLEX
- 製作著作：TBS

## ネット局
- 放送時刻はいずれもJST表記。

### パイロット版
| 放送対象地域   | 放送局                    | 系列    | 放送日時                               | 遅れ       |
| -------------- | ------------------------- | ------- | -------------------------------------- | ---------- |
| 関東広域圏     | TBSテレビ（TBS）          | TBS系列 | 2009年7月30日 23:59 - 翌1:24           | 制作局     |
| 宮城県         | 東北放送（TBC）           | TBS系列 | 2009年7月30日 23:59 - 翌1:24           | 同時ネット |
| 山形県         | テレビユー山形（TUY）     | TBS系列 | 2009年7月30日 23:59 - 翌1:24           | 同時ネット |
| 長野県         | 信越放送（SBC）           | TBS系列 | 2009年7月30日 23:59 - 翌1:24           | 同時ネット |
| 静岡県         | 静岡放送（SBS）           | TBS系列 | 2009年7月30日 23:59 - 翌1:24           | 同時ネット |
| 熊本県         | 熊本放送（RKK）           | TBS系列 | 2009年7月30日 23:59 - 翌1:24           | 同時ネット |
| 広島県         | 中国放送（RCC）           | TBS系列 | 2009年8月9日 13:54 - 15:24             | 9日遅れ    |
| 福岡県         | RKB毎日放送（RKB）        | TBS系列 | 2009年8月9日 14:00 - 15:30             | 9日遅れ    |
| 北海道         | 北海道放送（HBC）         | TBS系列 | 2009年8月24日 23:55 - 翌1:26           | 24日遅れ   |
| 岡山県・香川県 | 山陽放送（RSK）           | TBS系列 | 2009年8月29日 15:35 - 17:00            | 30日遅れ   |
| 近畿広域圏     | 毎日放送（MBS）           | TBS系列 | 2009年9月5日（4日深夜） 1:00 - 2:30    | 37日遅れ   |
| 大分県         | 大分放送（OBS）           | TBS系列 | 2009年10月1日 23:59 - 翌1:24           | 63日遅れ   |
| 富山県         | チューリップテレビ（TUT） | TBS系列 | 2009年10月10日 15:48 - 17:18           | 72日遅れ   |
| 新潟県         | 新潟放送（BSN）           | TBS系列 | 2009年10月10日 16:00 - 17:25           | 72日遅れ   |
| 鹿児島県       | 南日本放送（MBC）         | TBS系列 | 2009年10月14日（13日深夜） 0:20 - 1:45 | 76日遅れ   |
| 中京広域圏     | 中部日本放送（CBC）       | TBS系列 | 2009年10月18日 15:30 - 17:00           | 80日遅れ   |
| 愛媛県         | あいテレビ（ITV）         | TBS系列 | 2009年10月31日 16:00 - 17:24           | 93日遅れ   |

### レギュラー版
| 放送対象地域   | 放送局                | 放送期間                       | 放送時間                     | 遅れ       |
| -------------- | --------------------- | ------------------------------ | ---------------------------- | ---------- |
| 関東広域圏     | TBSテレビ（TBS）      | 2009年10月15日 - 2010年3月26日 | 木曜 23:59 - 翌0:29          | 制作局     |
| 山形県         | テレビユー山形（TUY） | 2009年10月15日 - 2010年3月26日 | 木曜 23:59 - 翌0:29          | 同時ネット |
| 福島県         | テレビユー福島（TUF） | 2009年10月15日 - 2010年3月26日 | 木曜 23:59 - 翌0:29          | 同時ネット |
| 長野県         | 信越放送（SBC）       | 2009年10月15日 - 2010年3月26日 | 木曜 23:59 - 翌0:29          | 同時ネット |
| 静岡県         | 静岡放送（SBS）       | 2009年10月15日 - 2010年3月26日 | 木曜 23:59 - 翌0:29          | 同時ネット |
| 高知県         | テレビ高知（KUTV）    | 2009年10月15日 - 2010年3月26日 | 木曜 23:59 - 翌0:29          | 同時ネット |
| 福岡県         | RKB毎日放送（RKB）    | 2009年10月15日 - 2010年3月26日 | 木曜 23:59 - 翌0:29          | 同時ネット |
| 熊本県         | 熊本放送（RKK）       | 2009年10月15日 - 2010年3月26日 | 木曜 23:59 - 翌0:29          | 同時ネット |
| 岡山県・香川県 | 山陽放送（RSK）       | 2009年10月23日 - 2010年3月26日 | 木曜 0:29 - 0:59（水曜深夜） | 7日遅れ    |
| 中京広域圏     | 中部日本放送（CBC）   | 2009年10月23日 - 2010年4月6日  | 木曜 0:29 - 0:59（水曜深夜） | 12日遅れ   |
| 北海道         | 北海道放送（HBC）     | 2009年10月26日 - 2010年3月30日 | 月曜 23:55 - 翌0:26          | 5日遅れ    |

### 過去のネット局
| 放送対象地域 | 放送局          | 放送期間                      | 放送時間            | 遅れ       |
| ------------ | --------------- | ----------------------------- | ------------------- | ---------- |
| 宮城県       | 東北放送（TBC） | 2009年10月15日 - 2010年1月7日 | 木曜 23:59 - 翌0:29 | 同時ネット |